# 公辦民營
公辦民營，是中華民國政府業務委託民間經營或管理的一種委託型態，另一種委託型態為「部分公營，部分民營」。
公辦民營之其它類似名稱也有「公設民營」、「公有民營」及「委託經營管理」等，目的都在於鼓勵行政機關引進民間資源，以提升公共服務效率與功能，活化人力之餘也為政府降低財政負擔。

## 沿革
1998年以前，當時中華民國政府為促進民間參與公共建設，相關法令僅有1994年通過之《獎勵民間參與交通建設條例》（獎參條例）。為彌補《獎參條例》所不足，行政院經濟建設委員會（後來為國家發展委員會）提出《促進民間參與公共建設法（草案）》，於2000年公布實施。

## 委外方式
- 整體業務委外：各機關得將屬公共服務或執行性質之整體業務委外，或將現有土地、建物、設施及設備，委託民間經營管理。

整體業務委外細項種類分為：
1. BOT（Build-Operate-Transfer）：由民間機構投資新建並為營運；營運期間屆滿後，移轉該建設之所有權予政府。
2. OT（Operate-Transfer）：民間機構營運政府投資興建完成之建設，營運期間屆滿後，營運權歸還政府。
3. BTO（Build-Transfer-Operate）：由民間機構投資新建完成後，政府取得所有權(無償或有償)，並由該民間機構營運；營運期間屆滿後，營運權歸還政府。
4. BOO（Build-Own-Operate）：為配合國家政策，由民間機構自行備具私有土地投資新建，擁有所有權，並自為營運或委託第三人營運。
5. ROT（Rehabilitate-Operate-Transfer）：民間機構投資增建、改建及修建政府現有建設並為營運；營運期間屆滿後，營運權歸還政府。

- 部分業務委外：

1. 內部事務或服務：各機關內部事務或對外提供服務之業務，得委託民間機構辦理。
2. 輔助行政：各機關得視需要將業務委託私人，使其居輔佐地位，從旁協助執行部分管制性業務[4]。

## 博物館的公辦民營
博物館公辦民營是博物館欲突破現行體制之限制所會採取的作法之一。博物館在現行體制上會有的困境包含：預算有限、行政成本過高、競爭不足等等，為求行政體制有所改進，而嘗試「博物館公辦民營」方式。

### 評估
博物館如果需要進行公辦民營方式，應該先辦理各項評估，包含：可行性評估、財務評估及其它各項先期計畫，還須考慮到設館宗旨和委外所需達成的目標為何，謹慎選擇適合委託對象和委託模式。

## 外部連結
- 《獎勵民間參與交通建設條例》 （页面存档备份，存于）
- 《促進民間參與公共建設法》 （页面存档备份，存于）